# Sarcophaga marshalli
Sarcophaga marshalli är en tvåvingeart som beskrevs av Parker 1923. Sarcophaga marshalli ingår i släktet Sarcophaga och familjen köttflugor. Inga underarter finns listade i Catalogue of Life.